# Alwin Komolong
Garem Alwin Komolong (ur. 2 listopada 1994 w Lae) – papuański piłkarz grający na pozycji obrońcy w klubie Lions FC oraz reprezentacji Papui-Nowej Gwinei.

## Kariera
Większość kariery spędził w klubach z Oceanii, jak np. Waitakere City czy Lae FC. Występował też w dwóch niemieckich klubach z niższych lig: Stuttgarter Kickers i Fortuna Köln.
W kadrze narodowej zadebiutował 29 maja 2016 przeciwko Nowej Kaledonii. Pierwszą bramkę zdobył 27 marca 2022 z Wyspami Salomona. Został powołany na Puchar Narodów Oceanii 2016, gdzie zdobył z drużyną srebrny medal. Znalazł się w kadrze na Puchar Narodów Oceanii 2024.